# Liste der Monuments historiques in Saint-Maurice-de-Gourdans
Die Liste der Monuments historiques in Saint-Maurice-de-Gourdans führt die Monuments historiques in der französischen Gemeinde Saint-Maurice-de-Gourdans auf.

## Liste der Bauwerke
| Bezeichnung       | Beschreibung                                      | Standort | Kennzeichnung | Schutzstatus | Datum | Bild           |
| ----------------- | ------------------------------------------------- | -------- | ------------- | ------------ | ----- | -------------- |
| Kirche St-Maurice | Erbaut in der zweiten Hälfte des 11. Jahrhunderts | (Lage)   | PA00116559    | Classé       | 1909  | weitere Bilder |

## Liste der Objekte
- Monuments historiques (Objekte) in Saint-Maurice-de-Gourdans in der Base Palissy des französischen Kultusministeriums